# 力場 (物理学)

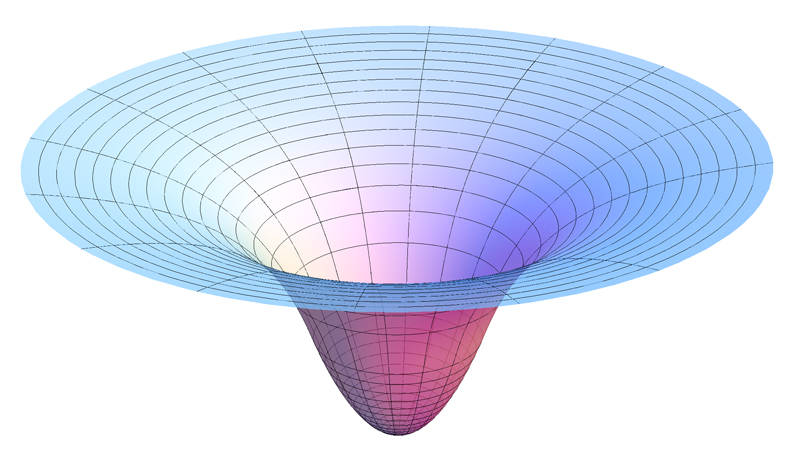
一様な球体の内外の重力ポテンシャルの2次元スライスのプロット。断面の変曲点は、球体の表面上に存在する。

物理学において、力場（りきば、英: Force field）は、空間の様々な位置で粒子に作用する非接触力を表すベクトル場である。具体的には、力場はベクトル場 {\displaystyle {\vec {F}}} であり、{\displaystyle {\vec {F}}({\vec {x}})} は粒子が点 {\displaystyle {\vec {x}}} にあった場合に粒子が感じる力である。

## 力場の例
- ニュートン重力では、質量 M の粒子は重力場 {\displaystyle {\vec {g}}={\frac {-GM}{r^{2}}}{\hat {r}}} を作り、半径方向の単位ベクトル {\displaystyle {\hat {r}}} は粒子から離れている。質量 m の粒子が受ける重力は、{\displaystyle {\vec {F}}=m{\vec {g}}} によって与えられる[2][3]。
- 電場 {\displaystyle {\vec {E}}} はベクトル場である。これは、{\displaystyle {\vec {F}}=q{\vec {E}}} によって与えられる点電荷 q に力を加える[4]。
- 重力場は、巨大質量物体が周囲の空間に広がり、別の巨大質量物体に力を与えるという影響を説明するためのモデルである[5]。

## 力場によって行われた仕事
粒子が経路 C に沿って力場を通って移動するとき、その力によって行われる仕事 W は次の線積分で与えられる。
{\displaystyle W=\int _{C}{\vec {F}}\cdot d{\vec {r}}}
この値は粒子が経路に沿って移動する速度/運動量とは無関係である。保存力場の場合、この値は経路によらず、始点と終点のみで決定される。したがって、保存場において始点と終点が同じであれば仕事は0になる:
{\displaystyle \oint _{C}{\vec {F}}\cdot d{\vec {r}}=0}
保存場の場合、保存ベクトル場 {\displaystyle {\vec {F}}} をスカラーポテンシャル関数 {\displaystyle \phi } の勾配として記述できる。
{\displaystyle {\vec {F}}=\nabla \phi }
これに着目すれば、仕事量はより簡単に評価できる。保存場の仕事量は単純に経路の始点と終点のポテンシャルの差となる。始点が {\displaystyle {\vec {r}}={\vec {a}}}、終点が {\displaystyle {\vec {r}}={\vec {b}}} で与えられる場合、次のようになる:
{\displaystyle W=\phi ({\vec {b}})-\phi ({\vec {a}})}